# Carlo Monni

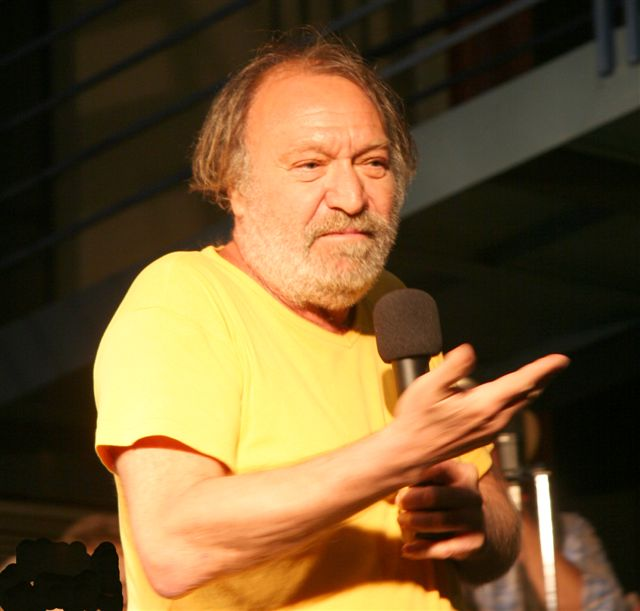
Carlo Monni en 2008

Carlo Monni (Campi Bisenzio, Florencia, 23 de octubre de 1943 - ibídem, 19 de mayo de 2013) fue un actor de cine, televisión y teatro italiano.
Monni comenzó su actividad artística en la década de 1970, como actor en el teatro cómico toscano. Después de haber tenido algunos papeles menores en varias películas de bajo presupuesto, su popularidad aumentó en la segunda mitad de los años 1970, como el compañero de su amigo Roberto Benigni, en la vida real, en una serie de obras de teatro, programas televisivos, y luego películas (Berlinguer, I Love You, Seeking Asylum, Tu mi turbi, Non ci resta che piangere). A partir de entonces, Monni comenzó una carrera productiva como un actor de carácter, tuvo más de 300 apariciones entre el cine y el teatro.